# فهرست اماکن دیدنی شهر دزفول

## سازه‌های تاریخی
1. [[حسینیه ثارالله دزفول]]:
2. مسجد جامع دزفول: اوایل دوره اسلامی و در «قرن هفتم مرمت» شد
3. آرامگاه یعقوب لیث صفاری
4. مسجد لبخندق
5. شهر باستانی جندی شاپور
6. کاروانسرای افضل و قندی: دوره صفویه
7. آسیاب‌های آبی دزفول: حدود ۱۵۰۰ سال پیش
8. سازه های آبی دزفول
9. تپه‌های باستانی چغامیش: ۳۴ قرن پیش از میلاد مسیح
10. تپه باستانی سنجر
11. پل قدیم (دزفول) یا پل ساسانی: دوره ساسانیان در حدود ۱۷۵۰ سال پیش
12. بازار قدیم
13. حمام شاه رکن الدین
14. حمام کرناسیون: حدود۱۵۰ سال پیش
15. حمام میان دره: ۱۰۰ تا ۲۰۰ سال پیش
16. حمام وزیر: اواخر صفویه (حدود ۳۰۰ سال پیش)
17. پلا بَچیلون: پله‌ای قدیمی که محله سبزقبای دزفول رو به ساحل رود دز وصل می‌کند.
18. ساباطها
19. شوادونها
20. بند بالارود
21. هورمس
22. اتاق آقامیر: حدود ۲۰۰ سال پیش
23. مجموعه شاه رکن الدین شامل بقعه، مسجد، مدرسه و حمام: ۱۵۰ تا ۲۰۰ سال پیش
24. خانه تیزنو
25. خانه سوزنگر
26. خانه قلمبر

## بوستان‌ها
1. پارک دولت: بلوار شهدا (ابتدای جاده دزفول – سردشت)، پشت سد تنظیمی
2. پارک سوم‌شعبان: بلوار نیروی هوایی (جاده دزفول - اندیمشک)، کوی سوم شعبان
3. بقایای باغ فلاحت
4. پارک جنگلی لاله: جاده دزفول - سردشت
5. پارک جنگلی شهرداری: جاده دزفول - سردشت، روبروی کارخانه نوشابه دزنوش
6. بیشه حمیدآباد: جاده دزفول - شوش، بعد از شهرک بن جعفر و نرسیده به کارخانه قند
7. باغ وحش و شهر بازی بعثت: بلوار بعثت، جنب مجتمع فرهنگی سینمایی
8. بوستان دوستی : انتهای بلوار نیروی هوایی (جاده دزفول - اندیمشک)، جلوی دانشگاه صنعتی جندی شاپور دزفول
9. بوستان ملت: جنب میدان امام حسین (ع)
10. بوستان حضرت ولی عصر (عج): ساحل رودخانه، جنب پل قدیم
11. بوستان خلیج فارس : انتهای خیابان امام خمینی جنوبی، جنب میدان خلیج فارس
12. بوستان ساحلی شهرداری: ساحل رودخانه دز، جنب فرمانداری
13. بوستان ساحلی دز (علی کله): بلوار شهدا، ساحل رودخانه دز، جنب سد تنظیمی
14. بوستان آزادگان: کوی آزادگان، جنب مجتمع آموزشی استعدادهای درخشان (تیزهوشان) شیخ مرتضی انصاری
15. بوستان پرستار: بلوار نیروی هوایی، جلوی بیمارستان دکتر گنجویان

زیارتگاه‌ها
1. آرامگاه یعقوب لیث صفاری: مؤسس سلسله صفاریان و اولین پادشاه ایرانی که زبان فارسی را زبان رسمی ایران قرار داد.
2. مزار مطهر سربازان امام زمان (عج) {ملامحمدعلی جولای دزفول و سرباز گمنام امام زمان (عج)} دو تن از یاران و سربازان حضرت ولی عصر عجل الله در مسجد کج بافان دزفول مدفون می‌باشند.
3. سبزقبا (امامزاده): برادر تنی امام رضا (ع) که این امام بزرگوار در آخرین سفر خود به مشهد ایشان را زیارت کردند.
4. آرامگاه حزقیل نبی: پدر دانیال نبی و پدر بزرگ حضرت داود
5. آرامگاه رودبند: نوه شیخ صفی الدین اردبیلی و پدر بزرگ شاه اسماعیل صفوی
6. آرامگاه بن‌جعفر: آرامگاه محمدبن جعفرطیار از یاران امام علی و همسر ام کلثوم دختر آن حضرت
7. بقعه علی‌مالک: آرامگاه دو تن از پسران امام علی که برای ارشاد مردم به ان شهر آمده بودند
8. بقعه پیر اکبر زرین‌کلاه
9. شاه‌خراسان دزفول
10. زیارتگاه اجاق
11. آرامگاه سید محمدابن علی ابن ابیطالب: آرامگاه فرزند حضرت علی در شش کیلومتری دزفول و در نزدیکی محمد بن جعفرطیار می‌باشد.
12. سوار غیب
13. قدمگاه حضرت عباس
14. پیر فرّاش
15. علمدار «علم عباس»
16. پیر اساق
17. شابولقاسم
18. امامزاده زین العابدین
19. امامزاده علی شلگهی
20. جناب علی
21. شاه رکن الدین
22. قدمگاه ابوالفضل
23. سید محمد
24. سید جابر
25. علی سَلَه بِسَر «پیرسله بِسَر»
26. امیر رُکن
27. شاه خراسون
28. قدمگاه امام رضا
29. علی مالک
30. علی اودس او
31. قدمگاه امام رضا دیمی
32. بابا حزقیل
33. پیر حبش
34. بیت گزیده خاتون
35. پیرنظر پیر زنگی
36. «سی صَـبُر» سید صبور
37. دُلدُل علی
38. شیخ سماعیل
39. سید محمود- «سی محمید»
40. پیر غریب
41. مقوم
42. عباس علی
43. کاشفیه «میر صدر الدین»:
44. مقبره داعی
45. پیرهفت تنان
46. بابا یوسف «بوه یوسف»
47. بوالعلا
48. پیر بانگو
49. پیر سید ولی الدین
50. پیر هاشما
51. اجاق مرتضی علی
52. قوپی مرتضی علی

## تفرج‌گاه‌ها
1. سِنجَر
2. علی‌کله
3. تال خانی
4. چال کندی
5. پارک دولت
6. پارک بعثت
7. پارک دووه
8. سردشت دزفول

## زیستبوم
- کوه‌ها: ادامه رشته کوه‌های زاگرس

دمب گرد سردشت - دیونی سردشت- سگریون هفت تنون سردشت- لنگر کوه سردشت - سالن کوه سردشت - دژممدلی خان بختیاری - کرناس سردشت - کیماس سردشت- میانکوه سردشت - قلعه شاداب
- درّه‌ها: توبیرون - قوه احمدی - شیرین آب - اشکفت زرده یا کول خرسان - دره مارها - دری ارواح
- دریاچه‌ها: سیاه چال- دریاچه کوهستانی تمی.
- آبشارها: شوی -پرزین - هفت تنان - سرسرداب و…
- بیشه‌ها: سربیشه -زاویه - عباس‌آباد - بن جعفر - حمید آباد و…
- دشت‌ها: دیونی سردشت- پیربانگو سردشت - تنگه شرار سردشت - نور آباد - دول زنگی و…
- رودخانه‌ها: رودخانه دز - شور آب - شیرین آب - جیروک - عجیروب - آب لوره

## بن مایه‌ها
کتاب فهرست دزفول‌شناسی «کلمجور» نوشته عظیم محمودزاده